# Rugby em cadeira de rodas nos Jogos Paralímpicos
O rugby em cadeira de rodas foi disputado pela primeira vez nos Jogos Paralímpicos de Verão como um esporte de demonstração em Atlanta 1996. Tornou-se um esporte oficial em 2000 e desde então está presente em todas as edições dos Jogos. É disputado em apenas um evento, com equipes mistas.

## Resultados
| Ano                     | Final              | Final   | Final              |                    | Disputa do bronze | Disputa do bronze | Disputa do bronze |
| ----------------------- | ------------------ | ------- | ------------------ | ------------------ | ----------------- | ----------------- | ----------------- |
| Ano                     | Ouro               | Placar  | Prata              | Bronze             | Placar            | Quarto colocado   |                   |
| Atlanta 1996 (detalhes) | USA Estados Unidos | 37 – 30 | AUS Austrália      | NZL Nova Zelândia  | 46 – 34           | GBR Grã-Bretanha  |                   |
| Sydney 2000 (detalhes)  | USA Estados Unidos | 32 – 31 | AUS Austrália      | NZL Nova Zelândia  | 44 – 32           | CAN Canadá        |                   |
| Atenas 2004 (detalhes)  | NZL Nova Zelândia  | 31 – 29 | CAN Canadá         | USA Estados Unidos | 43 – 39           | GBR Grã-Bretanha  |                   |
| Pequim 2008 (detalhes)  | USA Estados Unidos | 53 – 44 | AUS Austrália      | CAN Canadá         | 47 – 41           | GBR Grã-Bretanha  |                   |
| Londres 2012 (detalhes) | AUS Austrália      | 66 – 51 | CAN Canadá         | USA Estados Unidos | 53 – 43           | JPN Japão         |                   |
| Rio 2016 (detalhes)     | AUS Austrália      | 59 – 58 | USA Estados Unidos | JPN Japão          | 52 – 50           | CAN Canadá        |                   |
| Tóquio 2020 (detalhes)  | GBR Grã-Bretanha   | 54 – 49 | USA Estados Unidos | JPN Japão          | 60 – 52           | AUS Austrália     |                   |

## Quadro geral de medalhas
| Ordem | País               | Medalha de ouro | Medalha de prata | Medalha de bronze |    |
| ----- | ------------------ | --------------- | ---------------- | ----------------- | -- |
| 1     | USA Estados Unidos | 3               | 2                | 2                 | 7  |
| 2     | AUS Austrália      | 2               | 3                |                   | 5  |
| 3     | NZL Nova Zelândia  | 1               |                  | 2                 | 3  |
| 4     | GBR Grã-Bretanha   | 1               |                  |                   | 1  |
| 4     | CAN Canadá         |                 | 2                | 1                 | 3  |
| 5     | JPN Japão          |                 |                  | 2                 | 2  |
| TOTAL | TOTAL              | 7               | 7                | 7                 | 21 |